# Словообразование прилагательных
Словообразование прилагательных (или адъективное словообразование) — процесс образования производных прилагательных от разных частей речи. Различают несколько видов образования прилагательных:
- аффиксные:

- внутриадъективное словообразование — прежде всего, образование по градационным признакам: желтоватый, пречудесный

- префиксальный способ: антифашистский, внеклассовый, безвоздушный, довоенный;
- префиксально-суффиксальный способ: подслеповатый, обширный;
- суффиксальный способ: нашенский;
- постфиксный способ (только при образовании местоименных прилагательных): какой-то, чей-то.

- отсубстантивное и отглагольное образование:

- префиксально-суффиксальный способ: бессмысленный, безжалостный;
- суффиксальный способ: сестрин, компьютерный, завистливый, утешительный;

- разновидность суффиксации — адъективация: образование деривативов, которые омонимичны причастиям и имеют суффиксы -н-, -нн-, -т- и др., которые входят в основу: мятый, дрессированный, раненый.

- словообразование от местоимений, числительных и наречий:

- суффиксальный способ: двойной, тройственный, семеричный; поздний ← поздно, сквозной ← сквозь.

- безаффиксные и смешанные:

- сложение: русско-украинский, красноармейский;
- сложение с суффиксацией: кофеварочный, чернозёмный;
- сращение: сумасшедший, водородсодержащий;
- сращение с суффиксацией: потусторонний, благодарный;
- сложносоставной способ: какой-никакой.